# Kirche Kraupischken

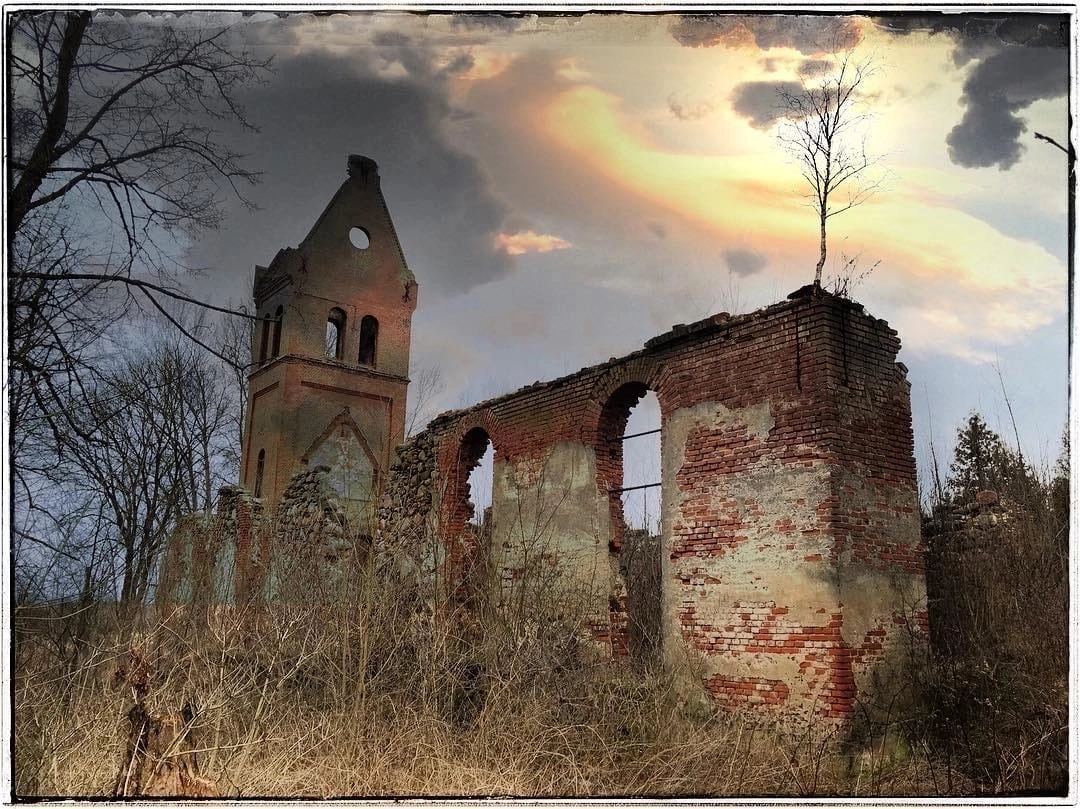
Ruine der Kraupischkener Kirche

Bei der Kirche in Kraupischken (russisch Кирха Краупишкена Kircha Kraupischkena) – der Ort hieß von 1938 bis 1946 „Breitenstein (Ostpr)“ – handelt es sich um einen rechteckigen Feldsteinbau aus dem Jahre 1772 mit einem 1893 angebauten Turm. Bis 1945 war sie evangelisches Gotteshaus für die Bevölkerung im Kirchspiel des heute Uljanowo genannten einstigen ostpreußischen Dorfes in der heutigen Oblast Kaliningrad in Russland. Von dem Gebäude stehen heute lediglich noch die Außenmauern von Kirchenschiff und Turm.

## Lage
Uljanowo liegt am Nordwestufer der Inster (heute russisch: Instrutsch), 21 Kilometer südöstlich der heutigen Rajonsmetropole und einstigen Kreisstadt Neman (Ragnit). Durch den Ort verläuft die russische Fernstraße A 198 (ehemalige deutsche Reichsstraße 132) von Neman nach Gussew (Gumbinnen), wobei innerorts eine übergeordnete Nebenstraße nach Tschernjachowsk (Insterburg) abzweigt. Ein Bahnanschluss besteht nicht mehr. Uljanowo ist heute eine Siedlung im Verbund der Luninskoje selskoje posselenije (Landgemeinde Lunino (Lengwethen, 1938–1946 Hohensalzburg)). Die Kirchenruine mit den weithin sichtbaren Turmmauern ist östlich der Hauptstraße sichtbar.

## Kirchengebäude
Bereits im Jahre 1555 wurde in Kraupischken – damals von Insterburg (heute russisch: Tschernjachowsk) aus – eine Kirche errichtet. Diese jedoch brannte im Jahre 1740 samt Pfarrhaus ab und werde erst 1772 neu aufgebaut. Auf einen Turm verzichtete man vorerst.
Der Innenraum des rechteckigen Feldsteinbaus mit angebauter Sakristei war flach abgedeckt. An der Nord- und Südwand waren Emporen eingezogen. Der Kanzelaltar war 1722 unter Verwendung des Kanzelkorbes von 1665 der alten Kirche zusammengefügt worden. Seine Figuren stammten aus derselben Werkstatt wie das Schnitzwerk in Budwethen (1938–1946: Altenkirch). Im Jahre 1787 erhielt die Kirche eine Orgel, die 1785 von Adam Gottlob Casparini begonnen, jedoch dann dessen Gesellen George Adam Neppert vollendet wurde. Sie wurde später mehrfach repariert und erweitert wurde. Das Geläut der Kirche bestand aus zwei Glocken, die in dem 1893 angebauten Turm aus Ziegeln eingehängt wurden. Im Jahre 1906 erhielt die Kirche innen eine neue Vermalung.
Bei der Eroberung Ostpreußens durch die Rote Armee wurde die Kirche im Januar 1945 beschädigt. Zu Sowjetzeiten fand sie eine Nutzung als Strohlager. 1953 brannte das Gebäude bis auf die Grundmauern nieder und verfiel in der Folgezeit immer mehr. Neben den Außenmauern ist der Turm als wesentlicher Bestandteil der Kirche übriggeblieben. Über dem Turmeingang befindet sich eine Tafel mit den Anfangsworten des Chorals von Martin Luther: „Ein feste Burg ist unser Gott“. Daneben hängt seit 1997 ein privat gestiftetes hellfarbenes Holzkreuz.

## Kirchengemeinde
Im Jahr 1554 wurde in Kraupischken von Insterburg aus eine Kirchengemeinde gegründet und ein Jahr später – mit Fertigstellung der Kirche – auch eine Pfarrstelle eingerichtet, die ab 1706 um eine zweite ergänzt wurde. Bis 1609 war Kraupischken noch Filialkirche von Insterburg und war der Inspektion dieser Stadt zugeordnet. Seit 1919 war die Gemeinde bis 1945 dem Kirchenkreis Tilsit-Ragnit/Diözese Ragnit in der Kirchenprovinz Ostpreußen der Kirche der Altpreußischen Union zugeordnet. Im Jahre 1856 zählte das mit über 60 Orten sehr weitflächige Kirchspiel 6.974 Gemeindeglieder, deren Zahl bis 1925 auf über 7.000 stieg.
Bis 1721 war das Kirchenpatronat königlich. Danach war bis 1742 neben dem örtlichen Gutsherrn auch der Gutsherr auf Raudonatschen (1938–1946: Insterfelde), der Kapitän und spätere Feldmarschall Hans Heinrich von Katte, Kirchen- und Lehnspatron. Er war der Vater des Hans Hermann von Katte, dem unglücklichen Freund des Kronprinzen Friedrich, den König Friedrich Wilhelm I. vor den Augen seines Sohnes in Küstrin (heute polnisch: Kostrzyn) hinrichten ließ.
Die durch den Zweiten Weltkrieg verursachte Flucht und Vertreibung der einheimischen Bevölkerung sowie die nachfolgende restriktive Kirchenpolitik der Sowjetunion ließ das kirchliche Leben in Kraupischken wie im übrigen Nordostpreußen zum Erliegen kommen.
Erst in den 1990er Jahren entstanden in der Oblast Kaliningrad neue evangelisch-lutherische Gemeinden. Die Uljanowo am nächsten liegende ist die in Schtschegly (Saugwethen, 1938–1946 Saugehnen), die zur Kirchenregion Gussew (Gumbinnen) in der Propstei Kaliningrad der Evangelisch-lutherischen Kirche Europäisches Russland gehört.

### Kirchspielorte
Vor 1945 gehörten zum Kirchspiel der Kirche Kraupischken 64 Orte, Ortschaften und Wohnplätze:
| Deutscher Name                | Namensänderung 1938–1946 | Russischer Name |  | Deutscher Name                 | Namensänderung 1938–1946 | Russischer Name           |  |
| ----------------------------- | ------------------------ | --------------- |  | ------------------------------ | ------------------------ | ------------------------- |  |
| Abschruten, Ksp. Kraupischken | Steinflur                |                 |  | Maruhnen                       | Marunen                  |                           |  |
| Augsgirren                    | Sassenhöhe               | Sastolje        |  | Matterningken                  | Matterningen             |                           |  |
| Barsden                       | Barden                   |                 |  | Meldienen                      |                          | Bolschewo                 |  |
| Birkenstrauch                 |                          |                 |  | Meschken                       | Meschenhof               | Malinowka, jetzt: Griwino |  |
| Budeningken                   | Langenflur               |                 |  | *Moulienen                     | Moulinen                 | Michailowka               |  |
| Buttkuhnen                    | Tilsental                | Prokowskoje     |  | Neudorf                        |                          |                           |  |
| Errehlen                      | Rehlen                   | Worotynowka     |  | Opehlischken                   | Opeln                    |                           |  |
| Gettschen                     | Kleinradingen            | Kawerino        |  | Paszleidszen/ Paschleidschen   | Paßleiden                |                           |  |
| Gettkandten                   | Kleinburental            |                 |  | Patilszen/Patilschen           | Tilsen                   | Koschelewo                |  |
| Girrehnen                     | Güldengrund              | Griwino         |  | Plauschinnen                   | Plaunen                  | Kamanino                  |  |
| Graudszen/ Graudschen         | Grautschen               |                 |  | Pleinlauken                    | Insterbrück              |                           |  |
| Groß Kummeln                  | Großkummen               | Woswyschenka    |  | Plimballen                     | Grünweiden               | Brjussowo                 |  |
| Groß Perbangen                |                          | Gruschewka      |  | Radischen                      | Radingen                 | Juschnoje                 |  |
| Groß Pillkallen               | Kallenfeld               | Meschduretschje |  | Raudonatschen                  | Kattenhof                | Wolotschajewo             |  |
| Groß Wabbeln                  | Winterlinden             |                 |  | Rucken                         |                          |                           |  |
| Grüntal                       |                          | Solnetschnoje   |  | Sakalehnen                     | Falkenort                | Worotynowka               |  |
| Guddaschen                    | Freienfelde              |                 |  | Sassupönen                     | Sassenau                 |                           |  |
| Insterfelde                   |                          |                 |  | Schönwiese                     |                          | Gorkowskoje               |  |
| Juckstein                     |                          |                 |  | Schuppinnen, Ksp. Kraupischken | Kleinbergental           | Dubowskoje                |  |
| Karpotschen                   | Karpenfeld               |                 |  | Skrusden                       | Kruden                   |                           |  |
| Kaschelen                     | Kasseln                  | Koschelewo      |  | Spirginnen                     | Hasenflur                |                           |  |
| Kauschen                      |                          | Kaschino        |  | Staggen                        |                          |                           |  |
| Kerstupönen                   | Kersten                  | Rjabinowka      |  | Suttkehmen                     | Mühlpfordt               |                           |  |
| Klein Ballupönen              | Kleinlöffkeshof          | Winogradowo     |  | Swirbeln                       | Schwörpeln               |                           |  |
| Klein Kummeln                 | Kleinkummen              |                 |  | Sziebarten                     | ab 1928: Meldienen       | Bolschewo                 |  |
| Klein Perbangen               |                          |                 |  | Tilsewischken                  | Tilsenberg               | Grosnoje                  |  |
| Klein Wabbeln                 | Wabben                   |                 |  | Tutteln                        |                          |                           |  |
| Kneiffen                      |                          |                 |  | Warnen                         |                          | Schmeljowo                |  |
| Krauleidszen/ Krauleidschen   | Erlenfeld                |                 |  | Werxnupönen                    | Langenort                |                           |  |
| Kraupischkehmen               | Erdmannsruh              | Saliwnoje       |  | Wiswainen                      | Birkenstein              |                           |  |
| Kraupischken                  | Breitenstein             | Uljanowo        |  | Wittschunen                    | Wittenhöhe               | Borowoje                  |  |
| Laugallen, Ksp. Kraupischken  | Insterweide              |                 |  | Worreningken                   | Woringen                 | Uspenskoje                |  |

### Pfarrer
Bis 1706 amtierte an der Kirche Kraupischken ein Pfarrer, danach (mit Ausnahme der Jahre 1712–1811) bis 1945 zwei Geistliche:
- Augustin Jamund, 1555–1563[A 2]

- Georg Wehder, 1565
- NN., bis 1576
- Patroclus Welwerius, 1577–1593
- Bartholomäus Willentus, 1594–1598
- Balthasar Klein, 1598–1606
- Christoph von Stein, 1609–1610
- Georg Schönwald
- Burchard Löbel, 1621–1648
- Johann Weyda, ab 1658
- Daniel Höpner, bis 1700
- Johann Wilhelm Vorhoff, 1690–1692
- Ernst Mühlpfordt, 1692–1695
- Friedrich R. Rosochatius, 1695–1706
- Christ. Martin Rosochatius, 1706–1708
- Petrus Rehwend, 1706–1710
- Andreas Kahnert, 1708–1729
- Martin Radtke, 1730–1745
- Johann Heinrich Kunzmann, 1745–1749
- Johann Jakob Schröder, 1749–1762
- Bernhard Anderson, 1763–1771
- Gottfried Herrmann, 1771–1782
- Gottfried Grunwald, 1782–1811
- Gottfried Ludwig Hirsch, 1811–1812
- Samuel Friedrich Wigandt, 1811–1815
- Ludwig Böhmer, 1812–1835
- Georg Heinrich Rappolt, 1816–1822
- Adolf Gustav Eduard Kuwert, 1829
- Ludwig E.F. Kalau vom Hofe, 1836–1845
- Conrad August König, 1846–1847
- Johann Alb. Bernh. Karpowitz, 1847–1870
- Friedrich Otto Jonas, 1849–1851
- Johann Gottfried Hermann Zippel, 1851–1855[A 3]
- Wilhelm Justus Ad. Zippel, 1855–1856
- Robert Hitzigrath, 1856–1861[A 3]
- Johann Ferdinand Girkon, 1862–1869
- Janis Pipirs, 1869–1872
- Moritz Aug. L. Friedemann, 1870–1903[A 3]
- Leopold Stengel, 1872–1887[A 4]
- Carl Ludwig Wachowski, 1888–1890
- Karl Louis Paul Gauer, 1890–1895
- Karl Hermann Samland, 1895–1901
- Ernst Richard Glogau, 1902–1913
- Karl Louis Paul Gauer, 1904–1934
- Artur Plamsch, 1920–1923
- Walter Obgartel, 1923–1926
- Richard Moderegger, 1924–1945
- Georg Nietzki, ab 1934
- Erich Schinz, 1943–1945

### Kirchenbücher
Von den Kirchenbüchern der Kirche Kraupischken haben sich Dokumente ab dem 19. Jahrhundert erhalten, außerdem Namenslisten ab dem 18. Jahrhundert. Sie werden im Evangelischen Zentralarchiv in Berlin-Kreuzberg aufbewahrt:
- Taufen: 1827 bis 1944 (Namenslisten ab 1736)
- Trauungen: 1838 bis 1944 (Namenslisten ab 1767)
- Begräbnisse: 1890 bis 1942 (Namenslisten ab 1767)